# Municipio de Union (condado de Branch)
El municipio de Union (en inglés: Union Township) es un municipio ubicado en el condado de Branch en el estado estadounidense de Míchigan. En el año 2010 tenía una población de 2868 habitantes y una densidad poblacional de 30,74 personas por km².

## Geografía
El municipio de Union se encuentra ubicado en las coordenadas 42°1′56″N 85°7′9″O / 42.03222, -85.11917. Según la Oficina del Censo de los Estados Unidos, el municipio tiene una superficie total de 93.29 km², de la cual 91,84 km² corresponden a tierra firme y (1,55 %) 1,45 km² es agua.

## Demografía
Según el censo de 2010, había 2868 personas residiendo en el municipio de Union. La densidad de población era de 30,74 hab./km². De los 2868 habitantes, el municipio de Union estaba compuesto por el 95,92 % blancos, el 0,35 % eran afroamericanos, el 0,59 % eran amerindios, el 0,56 % eran asiáticos, el 0,52 % eran de otras razas y el 2,06 % eran de una mezcla de razas. Del total de la población el 1,36 % eran hispanos o latinos de cualquier raza.